# Baldufa
Baldufa is een geslacht van weekdieren uit de klasse van de Gastropoda (slakken).

## Soort
- Baldufa fontinalis Alba, Tarruella, Prats, Guillen & Corbella, 2010